# A komédia császára
A komédia császára (eredeti cím: The Comedian) 2016-os amerikai dráma filmvígjáték, amelyet Lewis Friedman, Richard LaGravenese, Art Linson és Jeff Ross forgatókönyvéből Taylor Hackford rendezett. A főbb szerepekben Robert De Niro, Leslie Mann, Danny DeVito, Edie Falco, Veronica Ferres, Charles Grodin, Cloris Leachman, Patti LuPone, Greer Barnes és Harvey Keitel látható.
A film világpremierje 2016. november 11-én volt az AFI Festen, a Sony Pictures Classics pedig 2016. december 9-én mutatta be a mozikban. Általánosságban negatív véleményeket kapott a kritikusoktól.

## Cselekmény
Jackie egy idősödő komikus ikon, aki elhatározza, hogy újra feltalálja magát, miután belefáradt abba, hogy a közönség csak a régi, kultikus tévéműsorából ismert poénjait és jeleneteit akarja hallani, amelyben évtizedekkel ezelőtt egy szeretett főszereplőt alakított. Ellátogat a Governor's Comedy Club nosztalgiaestjére Levittownban, ahol Jimmie Walker a házigazda. Az este során azonban megüt egy nézőt, aki fel akarja venni a műsorát, ezért 30 nap börtönre ítélik. Százórás közösségi szolgálata alatt megismerkedik Harmony Schiltz-cel, aki egy ingyenkonyhán dolgozik szintén közösségi munkásként.

## Szereplők
| Szerep                         | Színész           | Magyar hang    |
| ------------------------------ | ----------------- | -------------- |
| Jakov Berkowitz / Jackie Burke | Robert De Niro    | Reviczky Gábor |
| Harmony Schiltz                | Leslie Mann       |                |
| Jimmy Berkowitz                | Danny DeVito      | Harsányi Gábor |
| Miller                         | Edie Falco        | Kovács Nóra    |
| Karoll                         | Veronica Ferres   |                |
| Dick D'Angelo                  | Charles Grodin    | Csankó Zoltán  |
| May Conner                     | Cloris Leachman   |                |
| Florence Berkowitz             | Patti LuPone      | Bertalan Ágnes |
| Mac Schiltz                    | Harvey Keitel     | Barbinek Péter |
| Miriam                         | Lois Smith        |                |
| Önmaga                         | Hannibal Buress   |                |
| Önmaga                         | Greer Barnes      |                |
| Heckler                        | Happy Anderson    |                |
| Önmaga                         | Jim Norton        |                |
| Önmaga                         | Gilbert Gottfried |                |
| Önmaga                         | Billy Crystal     | Dévai Balázs   |
| Önmaga                         | Bobby Rydell      |                |
| Önmaga                         | Brett Butler      |                |
| Önmaga                         | Richard Belzer    |                |
| Önmaga                         | Nick Di Paolo     |                |
| Frankie                        | Kelly McCrann     |                |

### Magyar változat
- Bemondó: Zahorán Adrienne
- Magyar szöveg: Moduna Zsuzsa

## A film készítése
Egy időben azt remélték, hogy Martin Scorsese rendezi majd a filmet. Ehelyett Mike Newell lett a film rendezője, akit néhány hónappal később Taylor Hackford váltott. Jennifer Aniston játszotta volna Harmony Schiltz szerepét, de később Leslie Mann helyettesítette.
A forgatás 2016. február 21-én kezdődött New Yorkban, és más helyszíneken, többek között Manhattanben, Levittownban, East Meadowban és Mineolában.

## Bemutató
2016 októberében a Sony Pictures Classics megvásárolta a film amerikai forgalmazási jogait, és a tervek szerint a film decemberben került a mozikba, annak érdekében, hogy díjat kaphasson. Világpremierje 2016. november 11-én volt az AFI Festen. A filmet 2016. december 9-én mutatták be korlátozott számú mozikban, széles körben pedig 2017. február 3-án jelent meg. Eredetileg január 13-án jelent volna meg, de február 3-ra halasztották.

### Díjak és jelölések
| Díj                   | Kategória            | Átvevő(k)      | Eredmény | Forr.  |
| --------------------- | -------------------- | -------------- | -------- | ------ |
| Hollywood Film Awards | Hollywood Comedy-díj | Robert De Niro | Elnyerte | [ 16 ] |